# باول راميريز
باول راميريز (بالإسبانية: Paul Ramírez) (30 يوليو 1986 بكاراكاس في فنزويلا - 6 ديسمبر 2011 ببويرتو أورداز في فنزويلا) هو مدرب كرة قدم ولاعب كرة قدم فنزويلي في مركز الهجوم. شارك مع منتخب فنزويلا تحت 20 سنة لكرة القدم ومنتخب فنزويلا لكرة القدم. أما مع النوادي، فقد لعب مع نادي أسكولي ونادي أودينيزي ونادي بيلينزونا ونادي كاراكاس وأتلتيكو ماراكايبو ‏ وJuventud Antoniana ‏ وMinervén S.C. ‏ وS.D. Centro Italo Venezolano ‏ وTucanes de Amazonas F.C. ‏.

## وصلات خارجية
- باول راميريز على موقع قاعدة بيانات كرة القدم.إي يو (الإنجليزية)
- باول راميريز على موقع ناشيونال فوتبول تيمز (الإنجليزية)
- باول راميريز على موقع Soccerway.com (الإنجليزية)
- باول راميريز على موقع عالم كرة القدم.نت (الإنجليزية)